# El Viso de San Juan
El Viso de San Juan är en ort i Spanien.   Den ligger i provinsen Toledo och regionen Kastilien-La Mancha, i den centrala delen av landet, 40 km sydväst om huvudstaden Madrid. El Viso de San Juan ligger 654 meter över havet och antalet invånare är 1 992.
Terrängen runt El Viso de San Juan är huvudsakligen platt. El Viso de San Juan ligger uppe på en höjd. Runt El Viso de San Juan är det ganska tätbefolkat, med 104 invånare per kvadratkilometer. Närmaste större samhälle är Fuenlabrada, 19,0 km nordost om El Viso de San Juan. Trakten runt El Viso de San Juan består till största delen av jordbruksmark.